# Ливани
Ливани (произношение) (на латвийски: Līvāni) е град в Югоизточна Латвия, намиращ се в историческата област Латгале и в административен район Преили, на 170 km от столицата Рига. Разположен е при вливането на река Дубна се влива в река Даугава.

## История
Още през 11 век в района на Ливани в делтата на река Дубна започват да се заселват търговци и занаятчии, които създават едно от най-старите селища в Латгале носещо името Йерсика. Останки от него са открити на около 7 km северно от съвременния град. За първи път градът е споменат в исторически документ от 1289, в които се изброяват всички населени, разположени по течението на река Дубна.
Историята на град Ливани, такъв какъвто е до наши дни, започва през 1533, когато местният немски феодал Ливен създава имението Ливенхоф, кръстено в негова чест. През 1677 Ливен става собственост на полския аристократ Леонард Покидж, който впоследствие внася католицизма в града и през 1678 построява първата католическа църква. Църквата била построена близо до брега на река Дубна, където сега се намира местното I СОУ.
През 1824 Ливани получава статут на село. През 1854 в града е открито едва второто народно училище в цялата област Латгале. Друго важно събитие за града е откриването на първата местна аптека през 1869.
В периода на независимостта на Литва от 1920 до 1940 Ливани получава статут на град през 1926. По това време в града има 360 домакинства и една главна улица – Рига, по която били разположени всички важни сгради в града, като през 30-те в града имало почти 180 магазина, обслужващи целия район, повечето от които били притежание на евреи. За известно време Ливани служел като административен център на целия район.
В периода 1980-1990 Ливани е имал постоянно население около 13 000 души, но след обявяването на независимостта на Латвия множество предприятия обявяват несъстоятелност и оставят много хора без реална прехрана. Това принуждава значителна част от населението да се премести в други градове или в чужбина, стопявайки населението с около 2-3 хиляди души.

## Население
През 2005 Ливани е имал постоянно население от 10 800 души, като етническата структура е била следната:
- Латвийци – 60%
- Руснаци – 30%
- Други – 10%